# Эверсон, Майкл
Майкл Эверсон (англ. Michael Everson; род. 9 января 1963, Норристаун, Пенсильвания) — специалист в системах письменности мира. Создал алфавиты для международного стандарта Юникод. Родился в США, ныне является гражданином Ирландии.
Основная деятельность Эверсона — поддержка малораспространённых языков, особенно в части стандартизации кодирования символов и интернационализации. Помимо работы над стандартом Юникод, Эверсон сопровождает стандарт ISO 15924 и является рецензентом языковых кодов BCP 47. За деятельность в области стандартизации письменности в 2000 году был награждён Bulldog Award. В 2004 назначен руководителем проекта ISO TC46/WG3 (преобразование письменных языков), в рамках которого разрабатываются стандарты транслитерации.
Для стандарта Юникод Эверсон вместе с Риком Макгованом, Кеном Уистлером и В. С. Умамахесвараном готовил дорожные карты, описывающие расположение текущих и будущих письменностей и блоков.
1 июля 2012 года Эверсон был принят в Академию волапюка.